# Птіцин Володимир Миколайович
Володимир Миколайович Птіцин (16 серпня 1925, село Ягодіно Судогодського повіту, тепер Гусь-Хрустального району Владимирської області, Росія — 1 січня 2006, місто Санкт-Петербург, Росія) — радянський державний діяч, голова Мурманського облвиконкому, 1-й секретар Мурманського обласного комітету КПРС. Кандидат у члени ЦК КПРС у 1976—1981 роках. Член ЦК КПРС у 1981—1989 роках. Депутат Верховної Ради СРСР 9—11-го скликань.

## Життєпис
Народився в селянській родині. У 1941 році закінчив школу фабрично-заводського навчання (ФЗН) в місті Гусь-Хрустальний.
З жовтня 1941 по 1943 рік працював машиністом парової машини в колгоспі села Ягодіно Гусь-Хрустального району.
З 1943 по 1945 рік — у Радянській армії, учасник німецької-радянської війни. У 1944 році закінчив в місті Суздалі Вінницьке військово-піхотне училище. У травні 1944 року отримав призначення на 3-й Білоруський фронт. Служив командиром стрілецького взводу, а потім командиром стрілецької роти, був важко поранений.
У 1945—1954 роках — комендант, начальник охорони, майстер ремонтного цеху Ленінградського ливарно-механічного заводу.
Член ВКП(б) з 1946 року.
У 1954—1956 роках — головний інженер Ленінградського ливарно-механічного заводу.
У 1956—1959 роках — завідувач промислово-транспортного відділу, 2-й секретар Ждановського районного комітету КПРС міста Ленінграда.
У 1958 році закінчив вечірнє відділення Ленінградського інституту точної механіки і оптики.
У грудні 1959 — 1963 року — завідувач промислово-транспортного відділу Мурманського обласного комітету КПРС.
З 1963 по 1966 рік — голова комітету партійно-державного контролю Мурманського обласного комітету КПРС і облвиконкому, заступник голови виконавчого комітету Мурманської обласної ради депутатів трудящих, голова Мурманського обласного комітету народного контролю.
У 1966 році — секретар Мурманського обласного комітету КПРС.
2 грудня 1966 — травень 1971 року — 2-й секретар Мурманського обласного комітету КПРС.
5 травня — 16 серпня 1971 року — голова виконавчого комітету Мурманської обласної ради депутатів трудящих.
16 серпня 1971 — 25 жовтня 1988 року — 1-й секретар Мурманського обласного комітету КПРС.
З жовтня 1988 року — персональний пенсіонер союзного значення.
Помер 1 січня 2005 року в місті Санкт-Петербурзі.

## Нагороди і звання
- два ордени Леніна (15.08.1975; 15.08.1985)
- орден Жовтневої Революції (25.08.1971)
- орден Вітчизняної війни I ст. (11.03.1985)
- орден Вітчизняної війни II ст. (10.09.1944)
- два ордени Трудового Червоного Прапора (27.04.1966; 10.03.1981)
- орден «Знак Пошани» (1.10.1963)
- медаль «За трудову доблесть» (21.06.1957)
- медалі
- Почесний громадянин Мурманської області